# Francisco Preciado de la Vega

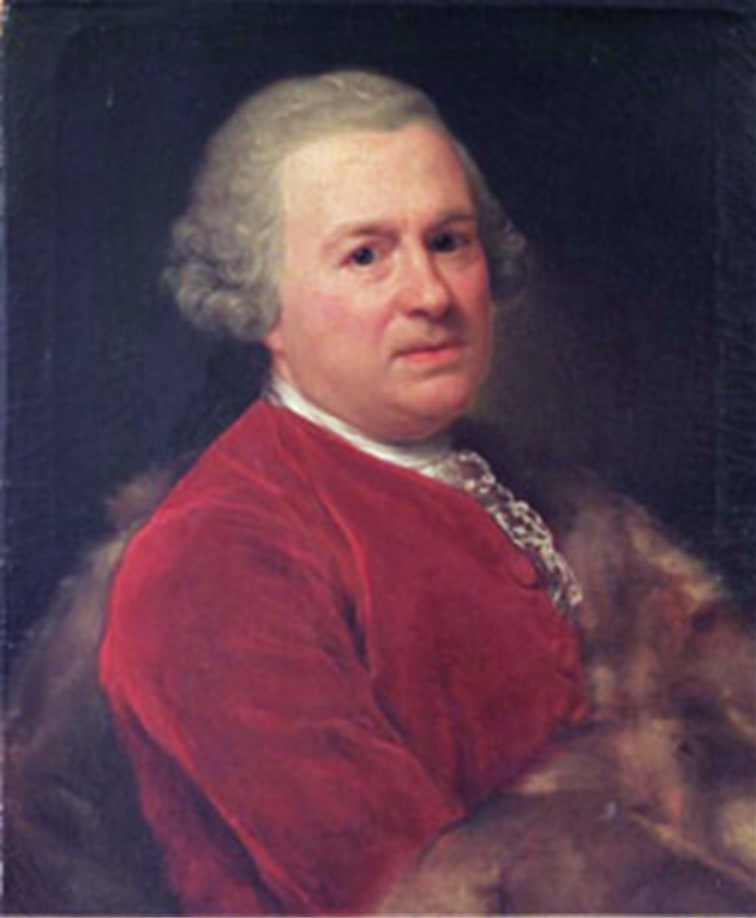
Anton von Maron, Francisco Preciado de la Vega, 1767. Óleo sobre lienzo, 65 x 50 cm, Roma, Academia de San Luca.

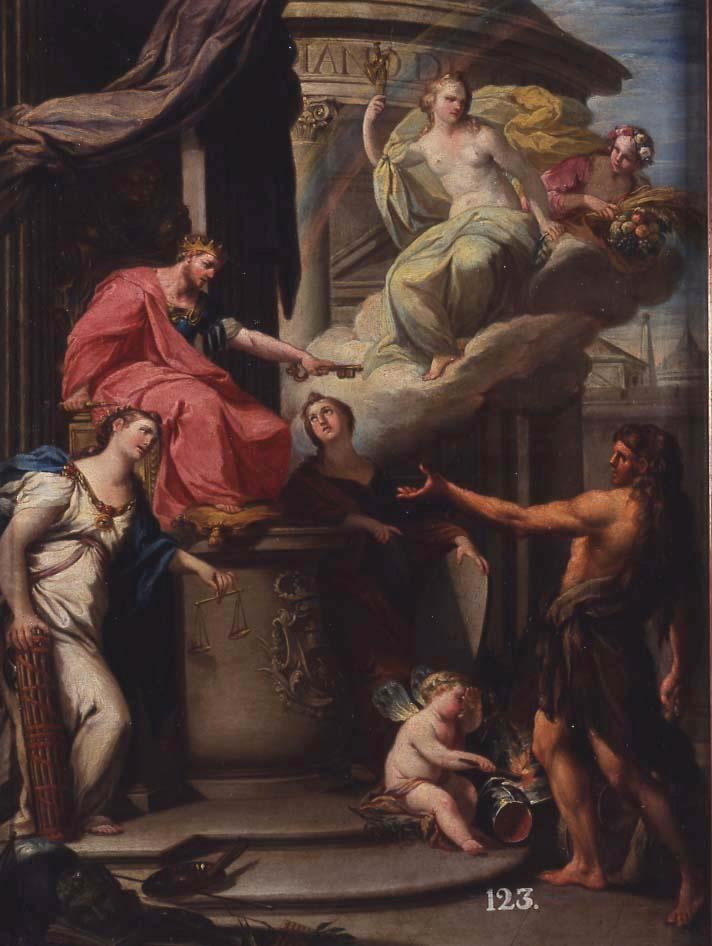
Alegoría de la Paz, 1746. Óleo sobre lienzo, 62 x 46 cm, Madrid, Museo de la Real Academia de Bellas Artes de San Fernando.

Francisco Preciado de la Vega (Sevilla, 1712-Roma, 17 de julio de 1789) fue un pintor, dibujante y tratadista de pintura español afincado en Roma, donde jugó un importante papel en el desarrollo del movimiento académico de la segunda mitad del siglo XVIII tanto en España como en la propia Roma, como miembro de las academias de San Lucas y del desnudo.

## Biografía
Según Ceán Bermúdez, que le supone nacido en Écija, se crio en Sevilla y fue discípulo en pintura de Domingo Martínez tras haber «estudiado gramática, filosofía y estar ordenado de prima tonsura».
En 1732 o 1733 se trasladó a Roma con el escultor Felipe de Castro para completar sus estudios artísticos y, quizá, con la esperanza de obtener algún cargo eclesiástico. Aunque el traslado y la estancia romana en los primeros años corrieron por su cuenta, ya afincado en Italia, en 1740 el rey Felipe V le concedió una pensión en recompensa por sus progresos. El cardenal Troiano Acquaviva d'Aragona le facilitó en un primer momento el acceso al taller de Sebastiano Conca, que con anterioridad ya había recibido como discípulos a otros artistas españoles como Miquel Sorelló e Hipólito Rovira. En él Preciado de la Vega pudo practicar el dibujo del desnudo y entrar en contacto con la Academia de San Lucas, en la que en 1739 obtuvo el segundo premio de primera clase de pintura por el dibujo del Martirio dei sette fratelli Maccabei.
Cuando en 1744 la Academia de Bellas Artes, aún en fase de constitución como junta preparatoria acordó conceder seis plazas de pensionado en Roma, dos por cada una de las bellas artes, una de las plazas de la sección de pintura fue para él. Al mismo tiempo se le solicitó un informe sobre el funcionamiento de la academia francesa en Roma y un modelo de estatutos para el funcionamiento de la academia que se deseaba crear en Madrid, que constituirán la base de sus estudios didácticos y se verán plasmados en los estatutos de la Academia de San Fernando fundada en 1752.
Fue admitido académico de mérito de la Academia de San Lucas en 1748, a la que presentó como obra de recepción Judá y Tamar (Roma, Accademia Nazionale di San Luca), y ya en 1754 sottocustode de la misma, con la misión de controlar el material didáctico, además de ocupar el cargo de secretario en tres ocasiones (1760-63; 1771-76 y 1784-89). En 1750, año de su matrimonio con la pintora Caterina Cherubini, joven de veinte años que había sido su discípula, ingresó también en la Academia de la Arcadia con el nombre de Parrasio Tebano, y desde 1757 ocupó en varias etapas el puesto de director de la Scuola del Nudo establecida en el Campidoglio, en cuya creación participó después de haber abierto y mantenido una escuela de sus mismas características en su propia casa durante muchos años. La culminación de su carrera académica en Roma la alcanzó en 1764 —un año después de obtener el título de pintor de cámara del rey de España— con la elección como príncipe de la Academia de San Lucas, cargó para el que fue reelegido los dos años siguientes por su buen ejercicio y de nuevo en 1777-1778.
Desde 1758 y hasta su muerte desempeñó el cargo de director de pensionados en Roma por el rey y la Real Academia de Bellas Artes, bajo la supervisión del embajador de España en aquella corte. El oficio no implicaba ejercer la docencia con los pensionados, sino su tutela, la introducción de los jóvenes aprendices en los círculos artísticos romanos y la vigilancia sobre las obras que debía enviar a Madrid periódicamente para dejar constancia de sus progresos, pero, a falta de una academia española en Roma a semejanza de la francesa, Preciado de la Vega hizo de su propia casa en la Piazza Barberini algo parecido a la inexistente academia y dio lugar de trabajo en ella en condiciones precarias a los pensionados. Algunos incluso encontraron alojamiento en ella. No solo los pensionados, aristócratas y viajeros españoles a su paso por Roma en su Grand Tour acudieron a la residencia de Preciado,  frecuentemente mencionada como la Academia de Roma, buscando obras de arte y el contacto con los artistas o colaboración en sus tareas artísticas y arqueológicas, como es el caso de José Ortiz y Sanz en su examen y medición de las ruinas romanas. De su paso por ella en 1788 el inquisidor e ilustrado Nicolás Rodríguez Laso dejó un testimonio elocuente, aunque negativo, advirtiendo que «el paraje donde dibujaban [los pensionados] era un especie de desván muy feo; y que, acordándome de la Academia Francesa, causaba en mi ánimo un disgusto grandísimo».
Profundamente religioso, su plan de estudios para los pensionados en Roma establecía que debían rezar el rosario en comunidad a la caída de la tarde y confesar y comulgar al menos en las principales festividades litúrgicas, regresar a la academia a las horas establecidas y no introducir mujeres en sus habitaciones ni participar en juegos de azar. Significativamente, en su autorretrato conservado en la Galleria degli Uffizi se representó con un ejemplar en las manos del Pintor cristiano y erudito de Juan Interián de Ayala en su primera edición latina, obra en la que el mercedario anteponía los dictados de la teología a los valores artísticos y defendía el decoro y rigor histórico en las representaciones sagradas frente a los abusos introducidos en la iconografía religiosa por la ignorancia de los pintores.

## Obra

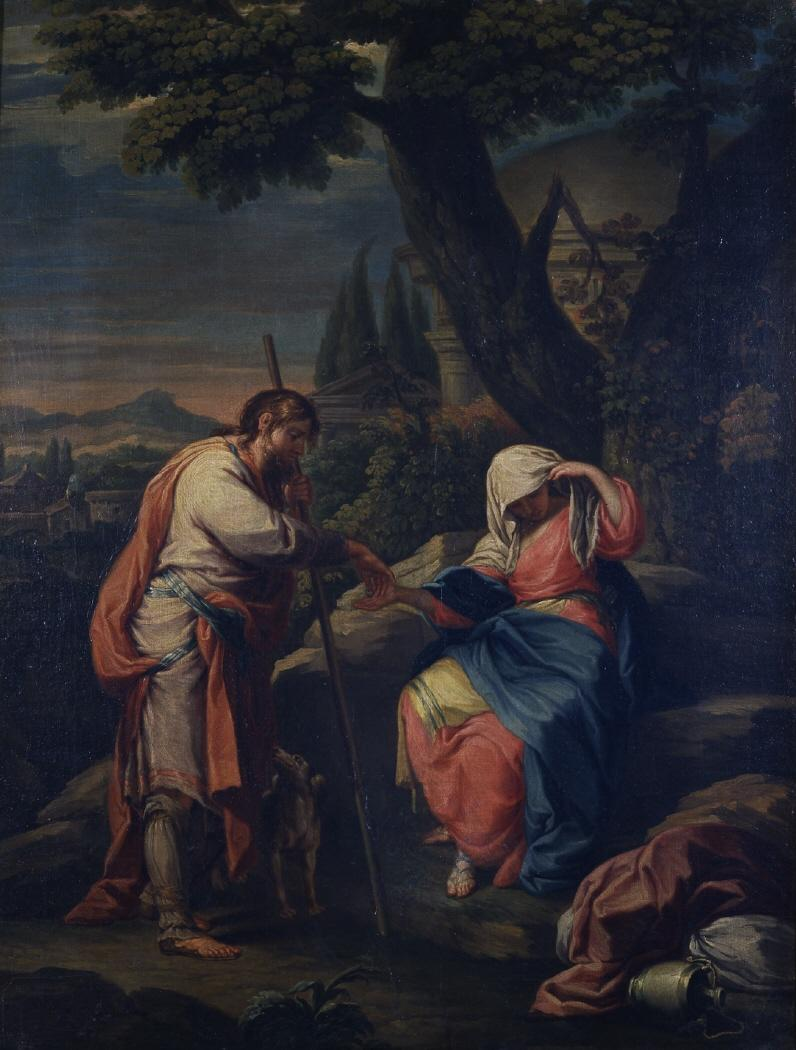
Judá y Tamar, óleo sobre lienzo, 64 x 49 cm, Madrid, Museo de la Real Academia de Bellas Artes de San Fernando. Inscripción al reverso: «Francus. Preziado Hispalensis. Romus. Facieb. Romae. Anno 1750».

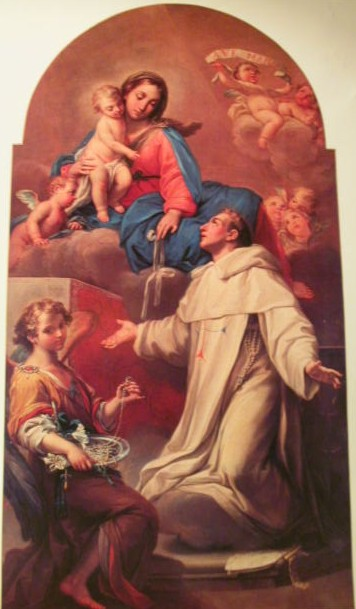
Visión del beato Simón de Rojas, 1767, Roma, Iglesia de San Carlo alle Quattro Fontane

Relativamente escasa, en ocasiones menospreciada y hasta los trabajos de Rafael Cornudella peor estudiada que su faceta didáctica, la obra pictórica de Preciado de la Vega se ciñe en gran medida a los motivos religiosos y a la clientela e iglesias españolas en Roma. Aunque respetado como académico, los grandes encargos romanos recaían sistemáticamente sobre artistas locales, hecho del que era bien consciente Preciado que en 1758 escribía a la academia madrileña que «los pintores en esta Corte tienen más lucro en su trabajo del que puede tener aquí un forastero a quien solo suelen ocupar algunos compatriotas en cosas de poca monta, recayendo aquí las obras en los del país con mucha razón, por más que se distinga un extranjero». Para paliar en parte esa situación y proporcionar algo de trabajo a los artistas españoles en Roma gestionó y obtuvo en 1782 que en las ceremonias de canonización de santos hispanos toda la ornamentación recayese en artistas españoles, de lo que se beneficiaron, entre otros, además de él mismo, Vicente Velázquez y Buenaventura Salesa.
De carácter  totalmente romano, sin nada que acuse su inicial formación en Sevilla, su obra pictórica puede inscribirse en lo que se ha denominado «nuevo clasicismo arcádico», entre las formas tardobarrocas y la inflexión hacia un lenguaje más riguroso. Esa formación italiana se advierte ya en su primer triunfo: el dibujo del martirio de los siete hermanos Macabeos por el que obtuvo en 1739 el segundo premio en la Accademia di San Luca, donde se conserva. Cuidadosamente trabajado en su complejidad, en un escenario de arquitecturas clásicas y con un dibujo pulcro y preciso en mayor medida que el de Sebastiano Conca, su maestro, en las figuras se advierten préstamos tanto de este —dominante en la escenografía y las expresiones gestuales de los afectos del alma— como de Carlo Maratta y aún de Miguel Ángel.
Cuando en 1745 la junta preparatoria de la academia madrileña le concedió una de sus primeras pensiones en Roma se le solicitaron dos bocetos, uno con una alegoría referida al rey de España, llevado a lienzo definitivo con el título de Alegoría de la Paz, y el segundo con el Sacrificio de la hija de Jefté, que nunca pasaría del estado de boceto. Poco apreciados por la crítica, especialmente este último por lo melodramático de sus actitudes, las tres obras se conservan en la Real Academia de Bellas Artes de San Fernando que guarda otros dos pequeños bocetos, alegorías de la historia y la religión. Judá y Tamar, como se ha apuntado arriba, se vincula así mismo a su carrera académica, en tanto trabajo de recepción en la Accademia di San Luca en 1749 —del que hizo una réplica exacta conservada en la academia madrileña— y es, probablemente, su obra más estimada y una de las más características de su estilo tardobarroco, con el paisaje ameno del fondo, corrección del dibujo y contención del gesto.

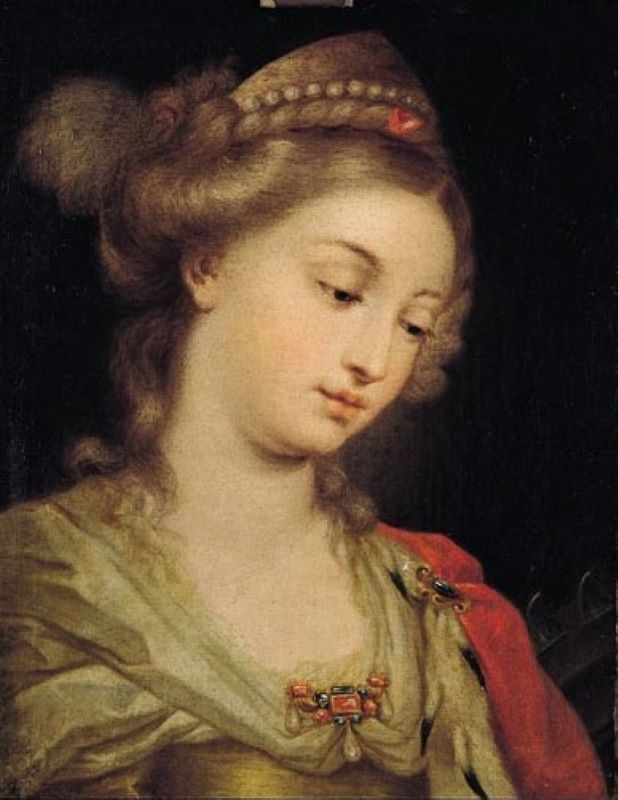
Santa Catalina, óleo sobre lienzo, 50 x 39 cm, Barcelona, Reial Acadèmia Catalana de Belles Arts de Sant Jordi.

Debió de ser también avanzada la década de 1740 cuando recibió los primeros encargos para la Iglesia, comenzando por la Sagrada Familia con san Juanito, santa Ana y san Joaquín, pintada para la iglesia de nueva creación de los SS. Quaranta Martiri y S. Pascual Bailón, de los franciscanos descalzos españoles. Conservada en su lugar y siempre a la vista, acusa la influencia de Maratta, lo mismo que la poco posterior Inmaculada Concepción de la iglesia de la Santísima Trinidad de los Españoles de via Condotti, para la que en 1757 pintó con destino a la sacristía la Fundación de la Orden Trinitaria, y en 1767, a raíz de su beatificación, la Visión del beato Simón de Rojas, ahora en el convento mercedario de San Carlino. La Virgen del Pilar con el apóstol Santiago y san Vicente Ferrer de la iglesia de Santa María de Montserrat de los Españoles, documentada como obra de Preciado y concluida en 1768, ha sido atribuida erróneamente a Carlo Saraceni y en su tipología responde al modelo tradicional de cuadro e altar con varios santos y rompimiento de gloria. En el palacio anexo a esta iglesia se encuentra otro cuadro de altar de grandes dimensiones pintado originalmente para la iglesia de Santiago, la otra iglesia española de Roma, con el tema de la Imposición de la casulla a san Ildefonso, firmado y fechado en 1771 pero no más avanzado que lo ya conocido. En 1773 fechó la Visión de la venerable María Ángela Astorch de la iglesia de San Miguel Arcángel de Mula, que por la fecha pudo habérsele encargado con ocasión de la aprobación eclesiástica de los escritos místicos de la fundadora del convento de capuchinas de Murcia, composición cercana a la del beato Simón de Rojas.
De otras obras pintadas para iglesias romanas de las que se tiene noticia documental se ha perdido la pista; incluso consta que envió pinturas a México, de las que no se conocen los asuntos ni su destino. La catedral de Sevilla guarda un lienzo con El venerable Contreras con unos niños cautivos, citado ya por Ceán como pintado en Roma pero de difícil datación. También difícil de ubicar en la producción de Preciado es la pequeña Santa Catalina de la Reial Acadèmia Catalana de Belles Arts de Sant Jordi, que en 1789 se la compró a su viuda y de la que en 1804 abrió un grabado Francesc Fontanals como pensionado de la academia catalana. Esa difícil ubicación en el catálogo de Preciado y la idealización de su figura, de factura discreta, ha llevado a sugerir que fuese pintada por la propia Caterina Cherubini.
En otro orden, su corrección en el dibujo, aunque enteramente convencional en punto a creación, se encuentra también en su contribución a los aparatos pirotécnicos —las macchine— de la Chinea, la fiesta anual ofrecida por el representante en Roma del rey de Nápoles el 28 y 29 de junio, fiesta de san Pedro y san Pablo. En competencia con los más avanzados en sus diseños pensionados franceses, Preciado se hizo cargo por primera vez de uno de esos aparatos, enteramente pictórico, en 1744, y con el nuevo formato arquitectónico —cuyos diseños se pueden conocer gracias a los aguafuertes de Miquel Sorelló— en 1746, continuando en esa tarea hasta 1750.
En su faceta literaria Preciado fue autor de numerosos sonetos de circunstancias destinados a conmemorar los premios y otras celebraciones académicas, una carta en italiano al pintor Giovanni Battista Ponzani en la que se ocupaba de los pintores españoles más conocidos, y un tratado sobre la pintura de carácter pedagógico publicado póstumamente, la Arcadia pictórica, con extensos párrafos traducidos del Abregé de la Vie des Peintres y del Cours de Peinture par Principes, obras ambas de Roger de Piles.